# Dunkler Fluss

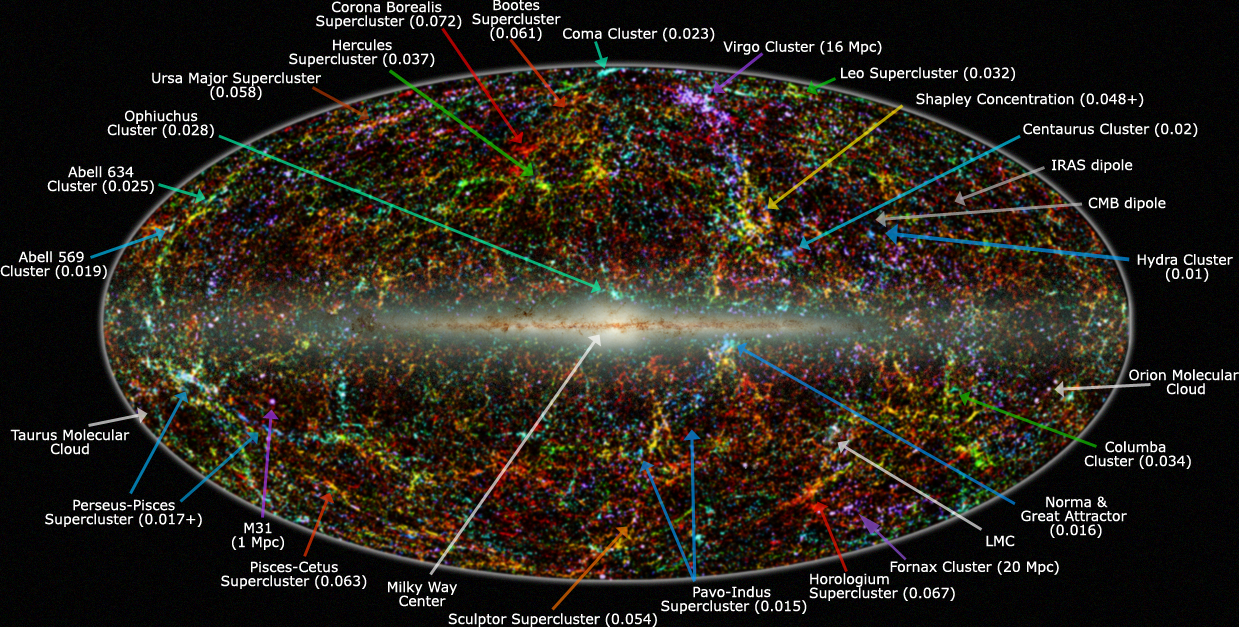
Panoramabild der Galaxiencluster. Der Norma-Cluster (und der Große Attraktor) rechts unterhalb der Milchstraßen-Scheibe. Der dunkle Fluss zielt auf ein Gebiet oberhalb des Centaurus-Clusters.

Als Dunkler Fluss (eng. Dark Flow) wird in der Kosmologie ein mögliches Muster in der Eigenbewegung von Galaxienhaufen bezeichnet. Die Theorie kam erstmals 2008 während einer Erforschung der Hintergrundstrahlung in Diskussion.

## Theoretischer Hintergrund
Die NASA-Sonde WMAP (Wilkinson Microwave Anisotropy Probe) misst Fluktuationen der kosmischen Hintergrundstrahlung im Mikrowellenbereich, die beim Urknall entstanden sind. Durch die Bewegung von Galaxienhaufen wird die kosmische Hintergrundstrahlung verändert, woraus sich deren Richtung und Geschwindigkeit berechnen lassen.
Nach den üblichen Annahmen der Kosmologie müssten die Eigenbewegungen von Galaxienhaufen relativ zur kosmischen Hintergrundstrahlung zufällig in alle Richtungen verteilt sein.

## Beobachtung und Entdeckung
Am Goddard Space Flight Center der NASA hat die Arbeitsgruppe um Alexander Kashlinsky die WMAP-Daten ausgewertet. Die Analyse der dreijährigen Daten ergab unter Verwendung des Sunjajew-Seldowitsch-Effekts Hinweise auf eine überraschend kohärente Strömung von Galaxienhaufen, wobei die Geschwindigkeit dieser Bewegung mit der Entfernung zunimmt. Ein solcher Galaxienstrom kann nur durch eine starke Anziehungskraft verursacht werden, für die aber keine Ursache bekannt ist.
Im Jahr 2010 wurden in einer weiteren Studie die fünfjährigen WMAP-Daten ausgewertet. Danach verdoppelte sich die Zahl der am „Dunklen Fluss“ beteiligten Galaxienhaufen von 700 auf 1400. Die Bewegungsrichtung der Haufen in jedem der vier Segmente zeigt einige Abweichungen, aber alle Segmente weisen eine bemerkenswerte Übereinstimmung auf.

„We detect motion along this axis, but right now our data cannot state as strongly as we’d like whether the clusters are coming or going.“

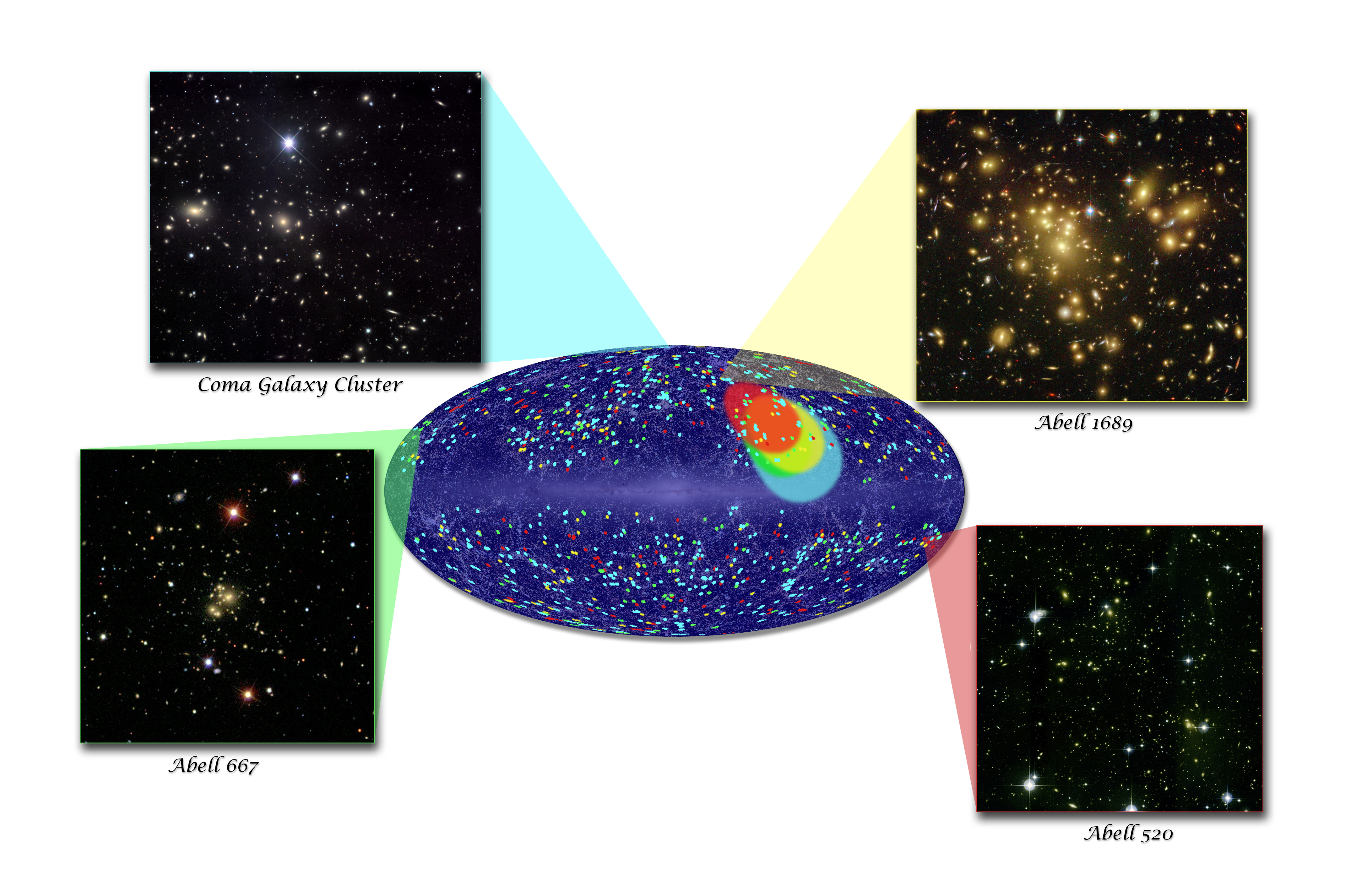
Der Dunkle Fluss. Die farbigen Punkte sind Galaxienhaufen innerhalb einer von vier Distanzen. Die farbigen Ellipsen zeigen die Richtung der gemeinsamen Bewegung für die Galaxienhaufen der entsprechenden Farbe.

## Erklärungsversuch
Die Autoren der Studie schlugen vor, dass die Bewegung ein Überrest des Einflusses von heute nicht mehr sichtbaren Bereichen des Universums vor der kosmischen Inflation ist.

„Because the dark flow already extends so far, it likely extends across the visible universe.“

## Kritik
Der Astrophysiker Edward L. Wright veröffentlichte Argumente zur Fehlerhaftigkeit der Studie, auf die die Autoren umgehend reagierten. Ryan Keisler veröffentlichte 2009 eine Untersuchung, nach der der dunkle Fluss kein physikalisches Phänomen ist, da in der Studie die primäre Anisotropie der kosmischen Hintergrundstrahlung nicht berücksichtigt wurde.
Nach dem Goddard Space Center kann es ein Effekt eines benachbarten Universums oder einer Raum-Zeit-Region sein, die sich grundlegend vom beobachtbaren Universum unterscheidet. Die Daten von über 1000 Galaxienhaufen wurden bis auf eine Entfernung von drei Milliarden Lichtjahren gemessen. Nach Kashlinsky sind diese Messungen kein statistischer Zufall.

„At this point we don’t have enough information to see what it is, or to constrain it. We can only say with certainty that somewhere very far away the world is very different than what we see locally. Whether it’s ‘another universe’ or a different fabric of space-time we don’t know.“

Im Jahr 2011 wurden in einer Studie 557 Supernovae aus dem Union2-Datensatz untersucht. Danach zeigen diese Objekte keine synchrone Bewegung, sondern ihr Verhalten stimmt mit dem Lambda-CDM-Modell überein.
Auch die Daten des Planck-Satelliten der Europäischen Weltraumorganisation zeigten 2013 keinerlei Evidenz für den von Kashlinsky postulierten dunklen Fluss.